# Маргуш, Даниэль
Даниэль Маргуш (англ. Daniel Margush; 28 ноября 1997, Аделаида, Австралия) — австралийский футболист, вратарь клуба «Уэстерн Сидней Уондерерс».

## Клубная карьера
Маргуш — воспитанник клуба «Аделаида Юнайтед». 25 февраля 2017 года в матче против «Мельбурн Виктори» он дебютировал в А-Лиге. В начале 2020 года Маргуш перешёл в «Перт Глори». 

## Международная карьера
В 2016 году в составе юношеской сборной Австралии Маргуш стал победителем юношеского чемпионата Азии во Вьетнаме. На турнире он был запасным и на поле не вышел.

## Достижения
Командные
 «Аделаида Юнайтед»
- Чемпионат Австралии по футболу — 2015/2016

Международные
 Австралия (до 19)
- Юношеский чемпионат Азии — 2016